# Canthylidia albivenata
Canthylidia albivenata är en fjärilsart som beskrevs av Montague 1914. Canthylidia albivenata ingår i släktet Canthylidia och familjen nattflyn. Inga underarter finns listade i Catalogue of Life.